# Lepidagathis scabra
Lepidagathis scabra är en akantusväxtart som beskrevs av C. B. Cl.. Lepidagathis scabra ingår i släktet Lepidagathis och familjen akantusväxter. Inga underarter finns listade i Catalogue of Life.